# Opteruša
Opterushë en albanais et Opteruša en serbe latin (en serbe cyrillique : Оптеруша) est une localité du Kosovo située dans la commune/municipalité de Rahovec/Orahovac et dans le district de Prizren/Prizren. Selon le recensement kosovar de 2011, elle compte 1 911 habitants.
Selon le découpage administratif du Kosovo, la localité fait partie du district de Gjakovë/Đakovica. Le village est également connu sous les noms albanais de Apterusha, Terushë et Epterusha.

## Géographie
Opterushë/Opteruša se trouve au sud du Kosovo, à environ 7 kilomètres à l'est de la commune/municipalité de Rahovec/Orahovac.
Opterushë/Opteruša est un village type regroupé.

## Histoire
Sur le territoire du village se trouve l'église Saint-Georges qui remonte au XVIe siècle ; mentionnée par l'Académie serbe des sciences et des arts, elle est inscrite sur la liste des monuments culturels du Kosovo.

## Démographie

### Évolution historique de la population dans la localité
| 1948 | 1953  | 1961  | 1971  | 1981  | 1991  | 2011  |
| ---- | ----- | ----- | ----- | ----- | ----- | ----- |
| 912  | 1 011 | 1 097 | 1 345 | 1 841 | 2 177 | 1 911 |

|  |

### Répartition de la population par nationalités (2011)
En 2011, les Albanais représentaient 99,69 % de la population.